# 良乙那
良乙那（韓語：양을나， ? ~ ?）為朝鮮三國時代的部族國家耽羅國和濟洲梁氏的始祖。

## 起源
據《高麗史 古記》記載 ，在太初遠古時期，濟州島原本空無一人。有一天，在漢拏山北面山腳下的毛興穴，有三位神人由地下湧出。老大即良乙那，老二是高乙那（고을나），老三是夫乙那（부을나）。三人分別娶碧浪國三位公主為妻，繁衍後代，並建立了耽羅國。三位神人從山頂上射出了三支箭，箭落下的地方便成為自己後裔的居住地，良乙那所居曰第一都。

## 註腳
1. ↑  . 韓國文化百科全書.   [2018-06-26]. （原始内容存档于2018-06-26）.